# Lillsjön (Järvsö socken, Hälsingland)
Lillsjön är en sjö i Ljusdals kommun i Hälsingland och ingår i Ljusnans huvudavrinningsområde. Sjön har en area på 0,165 kvadratkilometer och ligger 208,1 meter över havet.

## Delavrinningsområde
Lillsjön ingår i det delavrinningsområde (684383-150376) som SMHI kallar för Utloppet av Lillsjön. Medelhöjden är 222 meter över havet och ytan är 1,53 kvadratkilometer. Det finns ett avrinningsområde uppströms, och räknas det in blir den ackumulerade arean 30,02 kvadratkilometer. Vattendraget som avvattnar avrinningsområdet har biflödesordning 4, vilket innebär att vattnet flödar genom totalt 4 vattendrag innan det når havet efter 148 kilometer. Avrinningsområdet består mestadels av skog (81 procent). Avrinningsområdet har 0,16 kvadratkilometer vattenytor vilket ger det en sjöprocent på 10,5 procent.